# Xavier Ventura Carvalho
Xavier Ventura Carvalho (Badalona, 12 de desembre de 1981) és un exjugador de bàsquet català. Amb els seus 1,92 metres d'alçada, tenia la posició d'escorta.

## Carrera esportiva
Es va formar en la cantera de l'Escola Minguella de Badalona, així com a les categories inferiors del Sant Josep. El 1997 va començar a jugar amb la UE Montgat a Primera Catalana, fins que en la temporada 2000-01 va fitxar pel Joventut de Badalona. En la primera temporada al club verd-i-negre només jugà a la lliga EBA. Amb uns números propers als 20 punts per partit, Manel Comas li va donar l'oportunitat de jugar amb el primer equip, alternant així en la segona temporada al club partits amb els dos equips. Va debutar en la lliga ACB el 14 d'octubre de 2001 a l'Olímpic, davant el Cantàbria Lobos. Després d'aquella temporada se'n va anar a Ferrol primer, a jugar a LEB 2 amb el Grupo AZ Ferrol, i a Badajoz després, al Cosmópolis Badajoz també de LEB 2. Aquella temporada es trencaria el genoll, un punt d'inflexió en la seva carrera, ja que tenia una mitjana de 17,1 punts i 3,1 assistències per partit, amb un 44% d'encert en triples. Després va alternar equips de LEB Plata i LEB Or. Va acabar la carrera després de la temporada 2012-13 al Mollet, de lliga EBA.